# Los Laureles, Tuxpan
Los Laureles är en ort i Mexiko.   Den ligger i kommunen Tuxpan och delstaten Jalisco, i den södra delen av landet, 400 km väster om huvudstaden Mexico City. Los Laureles ligger 1 105 meter över havet och antalet invånare är 179.
Terrängen runt Los Laureles är lite kuperad. Runt Los Laureles är det glesbefolkat, med 20 invånare per kvadratkilometer. Närmaste större samhälle är Tuxpan, 8,1 km norr om Los Laureles. I omgivningarna runt Los Laureles växer huvudsakligen savannskog.